# Соломонов, Альберт Романович

Альберт Романович Соломонов (ивр. אלברט סולומונוב‎; 25 сентября 1973, Дербент, Дагестанская АССР, РСФСР, СССР) — советский футболист и израильский тренер и комментатор.

## Карьера
Воспитанник дербентской футбольной школы (1981−1989). Выступал за команды ДЮСШ Дербент, «Авангард» (Дербент). Играл за юношескую сборную СССР до 17 лет, после одного из матчей получил травму лодыжки, которая помешала продолжить карьеру футболиста. В возрасте 18 лет переехал в Израиль. С 1996 года работает футбольным тренером. В качестве главного тренера тренировал команды молодёжной лиги «Маккаби» (Хадера), «Маккаби» (Тель-Авив), с «Маккаби» (Петах-Тиква) создал местную футбольную школу, стал чемпионом страны среди молодёжи в 2006 году. В 2007 году возглавил команду Национальной лиги «Хапоэль» Акко, которую вывел в высшую лигу. Далее работал тренером молодёжной команды в клубе «Бейтар Нес-Тубрук», а позже и главным скаутом. В 2010 году был тренером по физподготовке и старшим тренером в клубе «Ахва Арабэ», вскоре был назначен главным тренером. С 2011 по 2012 годы работал главным тренером сборной Израиля до 15 лет, а также скаутом в Федерации футбола Израиля. В конце июня 2012 года был назначен спортивным директором молдавского клуба «Олимпия» (Бельцы). 1 октября 2012 года в тренерском штабе клуба произошли перемены. Главный тренер «Олимпии» Николай Буня покинул команду, а его место занял Соломонов. В качестве главного тренера дебютировал 6 октября 2012 года в матче 12-го тура против «Нистру» Отачь, одержав выездную победу со счетом 3:0. В середине января 2013 года покинул клуб, при нём «Олимпия» одержала 4 победы и один раз сыграла вничью, уступив в четырёх встречах, а также вылетела из Кубка Молдавии на стадии 1/8 финала, проиграв «Верису» в Бельцах в серии послематчевых пенальти. Комментатор на 9 канале ТВ Израиля, на государственных и частных радиостанциях.
5 августа 2020 года возглавил армянский клуб «Лори».

## Личная жизнь
Родился в семье горских евреев. Когда Соломонову было 18 лет, его отец погиб в автомобильной катастрофе в Израиле. Окончил курсы футбольных тренеров института физкультуры им. Ч. Вингейта в 1998 году и Академию спорта Тель-Авивского университета в 2000 году.